# 오픈코스웨어
오픈코스웨어(OpenCourseWare, OCW)는 대학에서 실제로 진행되는 강의를 온라인을 통해 청강 할 수 있게 만든 일종의 지식나눔 프로그램이다.
미국의 MIT나 하버드 등 명문 대학들이 먼저 시작했고, 대한민국에서도 많은 대학들이 오픈코스웨어를 실시하고 있다.

## 같이 보기
- KOCW
- MOOC